# Saro Coci
Rosario Coci, detto Saro (Catania, aprile 1934 – 3 agosto 1995), è stato un calciatore e allenatore di calcio italiano di ruolo attaccante.
Ha allenato in Serie A femminile e vinto lo scudetto con la Jolly Catania.

## Palmarès
- Campionato italiano: 1

Jolly Catania: 1978